# Aymon III de Challant
Aymon ou Aimon III de Challant († 1277) est un seigneur membre de la maison de Challant, co-vicomte d'Aoste de 1239 à 1265, puis seul vicomte jusqu'à sa mort.

## Biographie
Aymon de Challant est le second fils du vicomte Boson III de Challant et de son épouse, Alasia ou Flandrina di Biandrate, fille de Gotofredo II di Biandrate, comte d'Ossola, le frère cadet de Godefroi Ier et le puiné de Boson IV avec lesquels il gouverne comme co-vicomte depuis la mort de leur père en 1239, compte tenu de l'indivisibilité de l'héritage paternel.
Il est mentionné pour la première fois dans un document signé avec ses frères, le 19 décembre 1242, lorsque Godefroi Ier, Aymon III et Boson IV, rendent hommage au comte de Savoie Amédée V, s'engageant avec lui dans la guerre contre Hugues de Bard .
En 1264, les cives et burgenses citent le « viscomte Aimon » devant le bailli. À la mort de Godefroi Ier, en 1265, Aymon III lui succède comme seul vicomte d'Aoste, étant le seul frère encore en vie, non sans objections de la part des héritiers de son frère, Boson IV  († 1259), les seigneurs de Châtillon et de Cly et des héritiers de Godefroi Ier lui-même
Aymon III épousa une noble d'Aoste nommée Fina Lescours, dont il n'eut qu'une seule fille, Béatrice qui épouse Guillaume de Grossis du Châtelar, seigneur de La Salle et de Châtelar-de-la-Salle.

### Mort et succession
En 1277, à sa mort en absence d'héritier mâle, sa succession revient à son neveu Ébal Ier, premier-né de Godefroi Ier, reconnu comme son successeur.